# HAT-P-6b
HAT-P-6b هو كوكب مشتري حار خارج المجموعة الشمسية يقع على بعد يقدر بحوالي 650 سنة ضوئية أو 200 فرسخ فلكي عن الأرض في كوكبة المرأة المسلسلة اكتشف باستخدام طريقة العبور من قبل مشروع شبكة التلسكوبات المجرية (HATNet Project) في 15 أكتوبر 2007 حول النجم HAT-P-6 .